# Rivera Astigarraga
Rivera Astigarraga Presa (Rocha, Uruguay, 12 de octubre de 1894-Río de Janeiro, Brasil, 2 de agosto de 1961) fue un magistrado uruguayo, miembro de la Suprema Corte de Justicia de su país entre 1951 y 1961.

## Primeros años
Nació en Rocha el 12 de octubre de 1894, hijo de Lodoila Presa y José Astigarraga.
En 1912 ingresó a cumplir funciones en la Contaduría General del Estado.
Al mismo tiempo cursó la carrera de Derecho en la Universidad de la República, graduándose como abogado. 
En las elecciones de 1926 fue electo segundo suplente de diputado por Rocha por el Partido Colorado para la 29.ª legislatura (1926-1929).

## Fiscal en el interior
Sin embargo, no ocupó dicho escaño ni continuó una carrera política dado que en abril de 1926 fue designado Fiscal Letrado en Río Negro, cargo que desempeñó durante 4 años y al que renunció en 1930 para ingresar en la carrera judicial.

## Juez Letrado en el interior
En efecto, en febrero de 1930 fue nombrado Juez Letrado de Artigas. Solo dos meses más tarde fue trasladado al mismo cargo en Paysandú.
En septiembre de 1932 pasó a cumplir funciones como Juez Letrado en Durazno y en diciembre de 1936 a Lavalleja.

## Juez Letrado en Montevideo
En noviembre de 1938 fue ascendido a Montevideo para ocupar el puesto de Juez Letrado de Instrucción de 2° Turno, que desempeñó durante dos años.

## Fiscal en Montevideo
En noviembre de 1940 volvió al Ministerio Público, esta vez en la capital del país y como Fiscal del Crimen de Primer Turno, donde permaneció casi ocho años.

## Tribunal de Apelaciones
En 1948 retornó al Poder Judicial al ser designado miembro del Tribunal de Apelaciones de Primer Turno, en el que permaneció durante tres años.

## Suprema Corte de Justicia
El 21 de mayo de 1951 la Asamblea General lo eligió, por 64 votos en 107, para asumir el puesto de miembro de la Suprema Corte de Justicia dejado vacante por el fallecimiento de Bolívar Baliñas el año anterior. Prestó juramento y asumió su cargo el mismo día.
Ocupó la Presidencia de la Corte en tres ocasiones. La primera por todo el año 1952; la segunda por el año completo 1958, y la tercera en 1959, a partir de agosto, reemplazando tras su retiro de la Corte a Álvaro Macedo.

## Retiro
Cesó como integrante de la Corte el 21 de mayo de 1961, al cumplir el período máximo de 10 años de permanencia en el cargo establecido en la Constitución vigente.
Cabe destacar que el período entre 1954 y 1959 fue el único en la historia del máximo tribunal, luego de 1934, en que el mismo quedó integrado por cinco ministros (Macedo, Astigarraga, Manuel López Esponda, Luis Alberto Bouza y Julio César de Gregorio) que llegarían a completar, todos, los 10 años en su puesto. 
El cargo dejado por el retiro de Astigarraga permaneció vacante durante varios meses, junto a la vacante generada por Macedo dos años antes y que aún no había sido cubierta. Luego de cesar también López Esponda en febrero de 1962 y quedar por consiguiente el cuerpo con solo dos ministros en ejercicio, los tres cargos vacantes fueron cubiertos ese mismo mes con los nombramientos de Esteban D. Ruiz, Hamlet Reyes y Emilio Siemens Amaro.

## Fallecimiento
Astigarraga falleció en el Hospital Samaritano de la ciudad de Río de Janeiro, Brasil, el 2 de agosto de 1961, a los 66 años de edad y solo dos meses y medio después de su jubilación como ministro de la Corte. 
Fue el segundo período de sobrevida más breve de un exintegrante del máximo órgano judicial del Uruguay luego de abandonar su cargo a lo largo de la historia, solo superado por el de Juan M. Minelli en 1949. 
El Parlamento le rindió homenaje, y a iniciativa del Consejo Nacional de Gobierno, se sancionó una ley disponiendo se le rindieran honores fúnebres de ministro de Estado a sus restos.

## Vida personal
De una relación extramatrimonial con Teresa Belli nació en 1920 su hijo mayor, Hugo Astigarraga Belli a quien reconoció en 1923.
Posteriormente contrajo matrimonio en Río Negro en 1928 con María Micaela Mendoza Sarlangue, quien lo sobrevivió y con quien tuvo cuatro hijos: José Federico (Río Negro, 1930), Enzo (Montevideo, 1931), Rivera (Montevideo, 1932), y Martha  (Montevideo, 1933) Astigarraga Mendoza.